# ГЕС Фентань
ГЕС Fèngtān (凤滩水电站) — гідроелектростанція у центральній частині Китаю в провінції Хунань. Знаходячись між ГЕС Wǎnmǐpō (вище по течії) та ГЕС Гаотан, входить до складу каскаду на річці Youshui, лівій притоці Юаньцзян, котра впадає до розташованого на правобережжі Янцзи великого озера Дунтін.
В межах проекту річку перекрили бетонною арково-гравітаційною греблею висотою 113 метрів, довжиною 488 метрів та шириною по основі 60 метрів. Вона утримує водосховище з об'ємом 1,39 млрд м3 (корисний об'єм 0,3 млрд м3) та припустимим коливанням рівня поверхні у операційному режимі між позначками 170 та 205 метрів НРМ (під час повені рівень може зростати до 221,4 метра НРМ, а об'єм — до 1,73 млрд м3). Спорудження комплексу потребувало використання 1228 тис. м3 бетону та здійснення виїмки 0,62 млн м3 породи.
У кінці 1970-х станцію ввели в експлуатацію із чотирма турбінами типу Френсіс потужністю по 100 МВт, які живились через водоводи діаметрами по 5,6 метра та забезпечували виробництво 2043 млн кВт-год електроенергії на рік. А в 2004-му стала до ладу друга черга із двох турбін потужністю по 200 МВт.
Видача продукції відбувається по ЛЕП, розрахованій на роботу під напругою 220 кВ.